# Wieża Babel

Pieter Bruegel (starszy), Wieża Babel, 1563

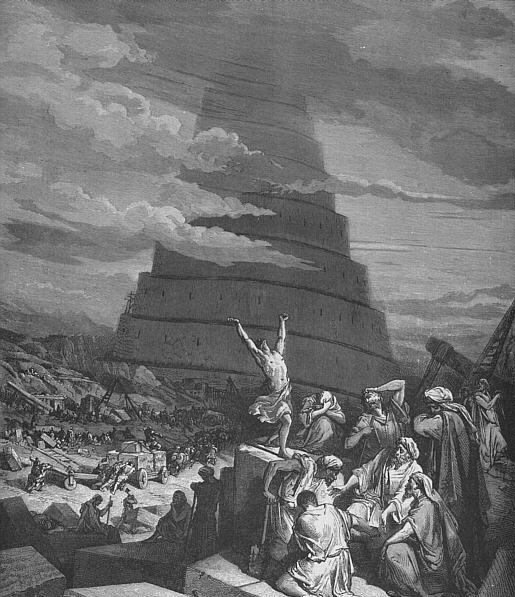
Pomieszanie języków Gustave’a Dorégo, 1865

Wieża Babel (hebr. ‏מִגְדַּל בָּבֶל‎, Migdal Babel) – olbrzymia budowla, która według Księgi Rodzaju miała być wznoszona przez zjednoczoną ludzkość w krainie Szinear. Według przekazu biblijnego wieża Babel wznoszona była jako znak, dzięki któremu ludzie „nie rozproszą się”. Jahwe sprzeciwił się tym zamiarom. Pomieszał więc budowniczym języki, dzieląc ludzi na różne narody, by przez to uniemożliwić budowę wieży.
Obecnie określenie „wieża Babel” oznacza ideę lub przedsięwzięcie niemożliwe do zrealizowania i prowadzące jedynie do powstania zamętu, bądź też miejsce, gdzie spotykają się ludzie mówiący różnymi językami.

## Opowieść w Biblii
Opowieść o wieży Babel pojawia się w Biblii w Księdze Rodzaju:
1Mieszkańcy całej ziemi mieli jedną mowę, czyli jednakowe słowa. 2A gdy wędrowali ze wschodu, napotkali równinę w kraju Szinear i tam zamieszkali. 3I mówili jeden do drugiego: „Chodźcie, wyrabiajmy cegłę i wypalmy ją w ogniu”. A gdy już mieli cegłę zamiast kamieni i smołę zamiast zaprawy murarskiej, 4rzekli: „Chodźcie, zbudujemy sobie miasto i wieżę, której wierzchołek będzie sięgał nieba, i w ten sposób uczynimy sobie znak, abyśmy się nie rozproszyli po całej ziemi”. 5A Pan zstąpił z nieba, by zobaczyć to miasto i wieżę, które budowali ludzie, 6i rzekł: „Są oni jednym ludem i wszyscy mają jedną mowę, i to jest przyczyną, że zaczęli budować. A zatem w przyszłości nic nie będzie dla nich niemożliwe, cokolwiek zamierzą uczynić. 7Zejdźmy więc i pomieszajmy tam ich język, aby jeden nie rozumiał drugiego!” 8W ten sposób Pan rozproszył ich stamtąd po całej powierzchni ziemi, i tak nie dokończyli budowy tego miasta. 9Dlatego to nazwano je Babel, tam bowiem Pan pomieszał mowę mieszkańców całej ziemi. Stamtąd też Pan rozproszył ich po całej powierzchni ziemi (Biblia Tysiąclecia, Księga Rodzaju 11,1-9)
Trzeba zaznaczyć, iż w samym przekazie biblijnym wyrażenie „wieża Babel” nie pojawia się. W dwóch miejscach (Rdz 11,4-5) mowa jest o „mieście i wieży”, natomiast w trzecim (Rdz 11,8-9) jest mowa o „mieście”, które zostaje nazwane Babel (hebr. ‏בָּבֶל‎ – „pomieszanie, zmieszanie”), nazwą, która według etymologii biblijnej pochodzić ma od czasownika balal (hebr. ‏בָּלַל‎ – „mieszać, pomieszać”). Babel jako miasto pojawia się również w innym miejscu Księgi Rodzaju, wśród miast nad którymi panować miał Nimrod:
8Kusz zaś zrodził Nimroda, który był pierwszym mocarzem na ziemi. 9Był on też najsławniejszym na ziemi myśliwym. Stąd powstało przysłowie: „Dzielny jak Nimrod, najsławniejszy na ziemi myśliwy”. 10On to pierwszy panował w Babelu, w Erek, w Akkad i w Kalne, w kraju Szinear (Biblia Tysiąclecia, Księga Rodzaju 10,8-10)
W Kodeksie Leningradzkim, zawierającym hebrajski rękopis Biblii, słowo Babel (hebr. ‏בָּבֶל‎) pojawia się 262 razy i występuje tam jako hebrajska nazwa miasta Babilon.

## Źródła opowieści

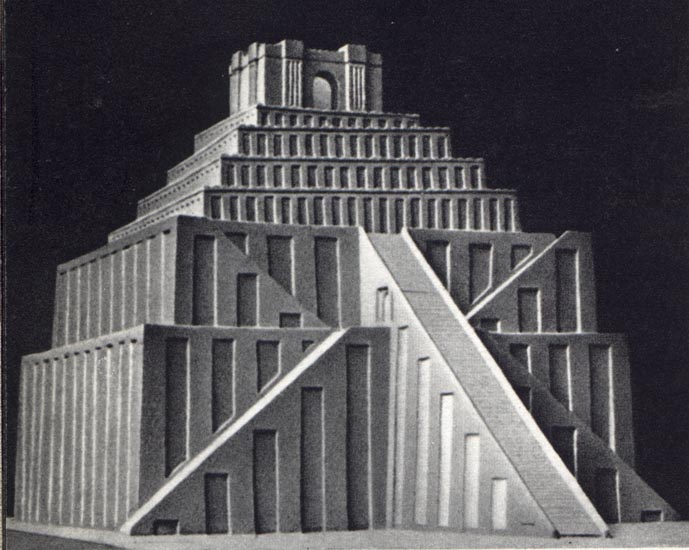
Jedna z rekonstrukcji wyglądu zigguratu Etemenanki – kojarząca się z wieżą Babel

Zdaniem Davida G. Burke inspiracją dla opowieści mogły być mezopotamskie zigguraty, które mogły stanowić symbol pychy, a ich ruiny – znak sądu Boga. Ziggurat E-temenanki według swej nazwy miał łączyć ziemię z niebem. Roger Norman Whybray zwraca jednak uwagę na to, że była to dokończona budowla. Według niego tekst nie zawiera jednoznacznych nawiązań do zigguratów. Jednak zdaniem Barona L. Sherwina, pomimo braku tych odniesień, powiązanie było oczywiste dla autora. W Mezopotamii nie była znana podobna opowieść, choć można dostrzec podobieństwo niektórych motywów, np. motyw wspólnego języka wszystkich ludzi znajduje się w sumeryjskim eposie o Enmerkarze.

## Interpretacja
Według Leksykonu biblijnego opowieść jest ostrzeżeniem przeciwko wynoszeniu się przez człowieka. Według R.N. Whybraya opowieść mówi w pierwszej kolejności o tym, jak ludzkie wybujałe ambicje, zagrażające Bożej supremacji, spotkały się z Bożą reakcją udaremniającą ludzkie plany. Drugorzędnym celem było wyjaśnienie różnorodności języków i rozproszenia ludzkości na Ziemi. Byron L. Sherwin uważa, że tekst był polemiką z religią babilońską i w celach polemicznych stosuje błędną etymologię słowa „Babel” – zamiast „bramy boga”, jak w języku akadyjskim, oznacza ono zamieszanie i zamęt. Według Sherwina opowieść jest też wstępem do historii Abrahama – Bóg porzuca nadzieję, że wyznawać go będą wszyscy ludzie, zamiast tego wiąże się szczególnie z jednym z narodów.

## Historyczność

### Kontekst historyczny i językowy
Uczeni wskazują resztki wieży Babel niedaleko miejsca dawnego Babilonu. Mając długość podstawy 65 m, wznoszą się one na 46 m ponad ziemię i składają się z cegieł spojonych asfaltem.
W 2017 r. dr Andrew George z Wydziału Językoznawstwa i Kulturoznawstwa Środkowego i Bliskiego Wschodu na Uniwersytecie w Londynie zbadał tabliczkę kamienną pochodzącą z miejsca budowy wieży i datowaną na VI w. przed Chr. Po przestudiowaniu i zinterpretowaniu treści tabliczki stwierdził, że relacja na tabliczce dotycząca budowy wieży jest niemalże identyczna z biblijnym przekazem o budowie wieży Babel. Na podstawie przetłumaczonego tekstu można wnioskować, że budowlę nakazał wznieść król Nabuchodonozor II.

## W innych źródłach

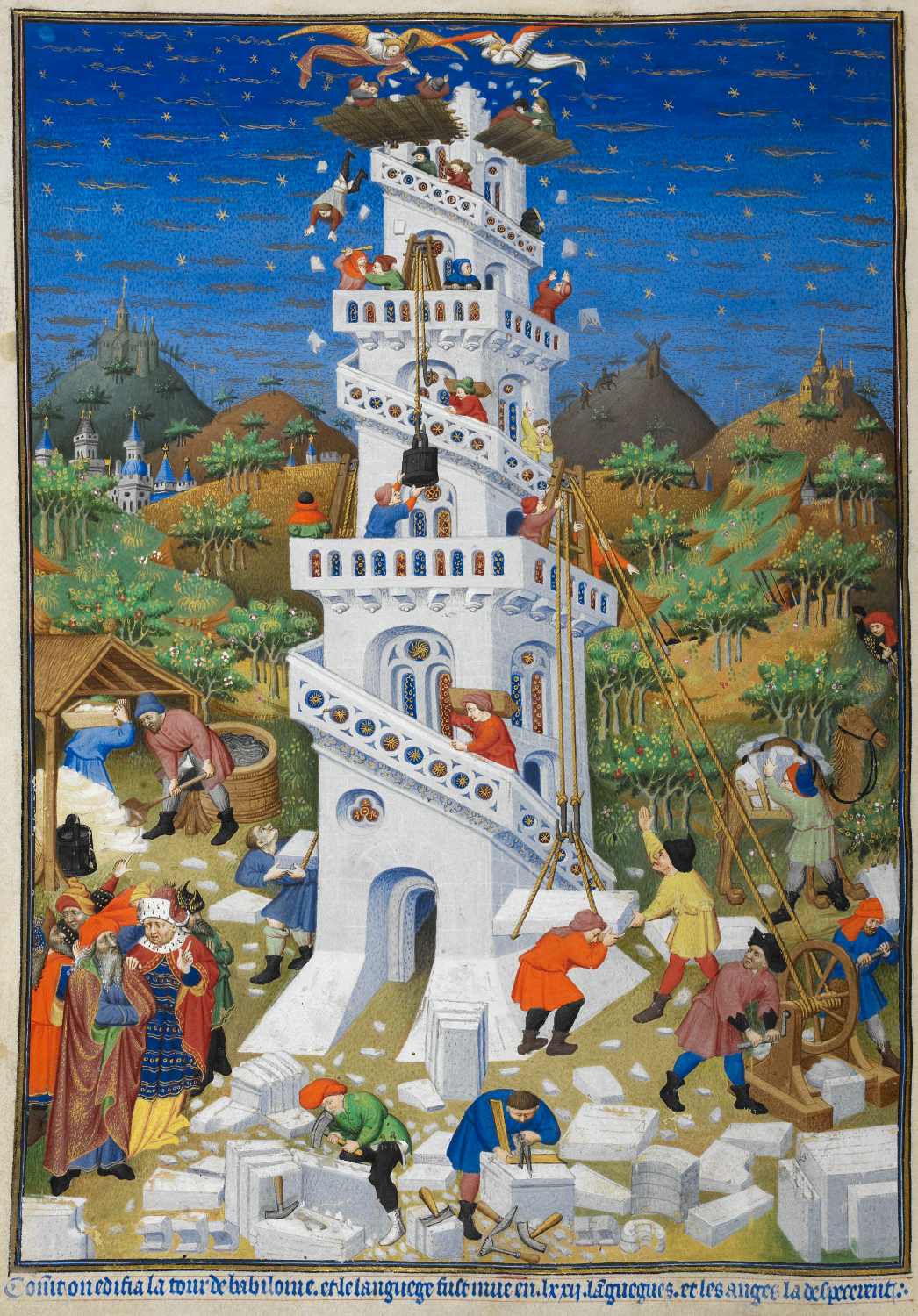
Budowa wieży Babel, miniatura z Godzinek księcia Bedford

### Zniszczenie
W Księdze Rodzaju nie jest napisane, że Bóg bezpośrednio zniszczył wieżę; ale relacje Księgi Jubileuszów, Korneliusza Aleksandra (cz. 10), Abydenusa (cz. 5 i 6), Józefa Flawiusza (Starożytności 1.4.3), i Wyroczni Sybilli (iii. 117-129) mówią o tym, że Bóg zburzył wieżę wielkim wiatrem.

### Księga Jubileuszów
Księga Jubileuszów (II wiek p.n.e.) zawiera w sobie jedną z najbardziej szczegółowych relacji o wieży Babel:
I zaczęli budować, i w czwartym tygodniu wyrobili cegłę z ognia, i cegły służyły im zamiast kamienie, i glina którą je polepiali była asfaltem co pochodzi z morza i z wodotrysków w ziemi Szinar. I zbudowali ją: czterdzieści trzy lata ją budowali; jej długość wynosiła 203 cegieł, i wysokość [cegły] była jedna trzecia jednej; jej wysokość wynosiła 5434 kubitów i 2 palmy, i [jedna ściana] miała trzynaście stadiów. (Jubileusze 10:20-21, Tłumaczenie Karola 1913)

### Tradycja rabiniczna
Tradycja rabiniczna uznaje budowę wieży Babel za przejaw buntu przeciwko Bogu. Budowę miał nadzorować Nimrod, którego imię wiązane jest ze słowem „mered” – bunt. Według legend rabinicznych celem budujących było obalenie, a nawet zabicie Boga. Jeden z midraszy opisuje nawet, jak ludzie stawali na szczycie wieży i wypuszczali strzały w kierunku nieba celem zabicia Boga.

### Nowy Testament
Opowieść o wieży Babel mówiąca o pomieszaniu języków znajduje swoje nowotestamentowe odniesienie w postaci pięćdziesiątnicy, kiedy to apostołowie zaczęli nauczać we wszystkich znanych językach.

### Koran i tradycje muzułmańskie
Koran stwierdza, że Adam nie wymyślił wyrazów pierwszego ludzkiego języka, lecz mówił w języku, którego nauczył go Allah. Nie jest jasne, czy język ten był identyczny z arabskim. Różnorodność języków jest chciana przez Boga i naturalna, ale Koran może być recytowany tylko po arabsku.

### Inne tradycje
- Także u różnych ludów Ameryki Środkowej znajdowały się podobne podania.
  - Od Indian Cholula, w których mieście znajdowała się piramida schodkowa zajmująca powierzchnię trzykrotnie większą od piramidy Cheopsa pochodzi historia spisana przez dominikanina Diego Durana (1537–1588) w jego dziele „Historia Antiqua de la Nueva Espana”. Według legendy, którą miał przekazać autorowi stuletni kapłan z Choluli tuż po podboju Meksyku: na początku pojawili się olbrzymi, którzy zawładnęli ziemią i zafascynowani słońcem po nieudanych próbach odnalezienia jego wschodu i zachodu postanowili zbudować bardzo wysoką wieżę, która dosięgałaby nieba. Prace były prowadzone przez olbrzyma Xelhua, jednego z siedmiu, którzy uratowali się z potopu. Za surowiec posłużyła im bardzo lepka glina oraz bitum. Bogowie zniszczyli ją ogniem i pomieszali języki budowniczych.
  - Inna historia przypisywana przez historyka Don Ferdynanda d’Alva Ixtilxochitl (1565–1648) Toltekom podaje, że po tym jak ludzie rozmnożyli się w następstwie wielkiego potopu wznieśli oni wysoką zacuali, czy też wieżę w celu uratowania się na wypadek drugiego potopu. Jednakże ich języki uległy pomieszaniu i rozeszli się w różne części Ziemi.

- W Ameryce Północnej podobną historię przypisuje się Indianom Tohono O’odham. Według tej legendy Montezuma uciekł wielkiej powodzi. Potem stał się zły i zajął się budową domu sięgającego Nieba, ale Wielki Duch zniszczył tę budowlę błyskawicami.(Bancroft, vol. 3, p. 76; oraz History of Arizona)

- Ślady podania odznaczającego się pewnym stopniem podobieństwa do historii wieży Babel zostały odnotowane u plemienia Taru zamieszkującego Nepal oraz północne Indie. (Raport ze spisu ludności Bengalu, 1872, p. 160)

- W Afryce według dr Davida Livingstone’a ludzie zamieszkujący okolice jeziora Ngami, których odwiedził w 1849, mieli podobną tradycję. W ich wersji budowniczy „rozbili sobie głowy podczas upadku rusztowania” (Missionary Travels, rdz. 26)

- W Estonii występuje mit o „Gotowaniu Języków” (Kohl, Reisen in die 'Ostseeprovinzen, ii. 251-255), który także jest rozpatrywany w związku z historią wieży Babel.

## Wysokość wieży
Dane o wysokości wieży są wprawdzie tylko spekulacją, bowiem wieża może być symbolicznie uważana za zwiastun człowieczego pragnienia budowania wysokich budowli. Jednak znacząca część jej historii polega na jej wysokości.
Historyczna ośmiostopniowa wieża E-temenanki w centrum Babilonu, wybudowana na zlecenie Nabuchodonozora II, została wzniesiona ok. 560 p.n.e. i miała, według historyków, ok. 100 m wysokości. Jednak według Biblii budowa wieży Babel umiejscowiona została dużo wcześniej. Opowieść w Księdze Rodzaju nie wypowiada się również na temat wysokości wieży, a więc wśród chrześcijan nie było sporów jeśli chodzi o jej wysokość. Istnieją jednak dwa źródła poza Biblią które wspominają o wysokości wieży.
Księga Jubileuszów powiada, że wieża Babel mierzyła 5433 kubity i 2 palmy (2844 m) wysokości. Oznaczałoby to, że Wieża Babel była kilkakrotnie wyższa od obecnych, a zarazem kiedykolwiek powstałych budowli ludzkich.
Drugie źródło poza Biblią znajduje się w Trzeciej Apokalipsie Barucha; określa ona wysokość osiągniętą przez budujących jako 463 kubity (212 m). Ta budowla byłaby wyższa od jakiejkolwiek budowli starożytnego świata, w tym od Piramidy Cheopsa w Egipcie, i wyższa niż jakakolwiek inna budowla w całej historii ludzkości aż do wybudowania wieży Eiffla w 1889 r.

## Babel w sztuce

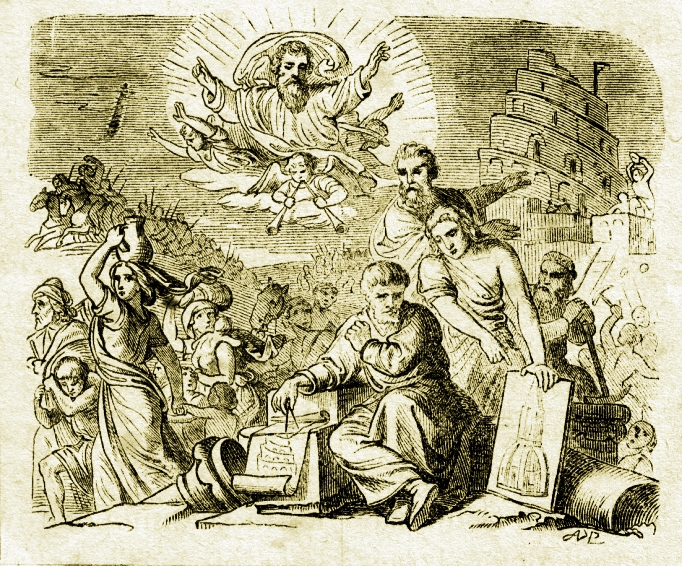
„Wieża Babel”. Rycina z warsztatu Carla Poellatha ze Schrobenhausen

Wieża Babel pojawia się w kulturze i sztuce:
- głównie w malarstwie (m.in. Marten van Valckenborch, Pieter Bruegel (starszy), Atanazy Kircher).
- w filmie, motyw wieży Babel pojawia się w niemym filmie Metropolis Fritza Langa z 1927 r., a także w anime pod tym samym tytułem z 2001 roku powstałym na podstawie mangi Osamu Tezuki, zainspirowanej filmem Langa.
- w poezji, polską artystką, która w nietypowy sposób odnosi się do motywu wieży Babel jest Wisława Szymborska – uczyniła to w wierszu „Na wieży Babel”.
- w piosence, piosenka „Wieża Babel”, pochodząca z przedstawienia teatralnego Metro, piosenka „Nowa Wieża Babel”, nagrana przez polski zespół rockowy Budka Suflera.
- w literaturze: m.in. słynne opowiadanie Jorge Luisa Borgesa pt. „Biblioteka Babel” (1941).
- w muzyce: kantatę „Babel” na chór, narratora i orkiestrę skomponował Igor Strawinski (1944)